# WTA Тур 1995
WTA Тур 1995 (англ. 1996 Women's Tennis Association Tour) — элитный тур теннисистов-профессионалов, организованный Женской теннисной ассоциацией (WTA). В 1995 году календарь проводился 25-й раз и включал:
- 4 турнира Большого шлема (проводится Международной федерацией тенниса);
- Итоговый турнир WTA в Нью-Йорке, США;
- 8 турниров 1-й категории;
- 17 турниров 2-й категории;
- 11 турниров 3-й категории;
- 10 турниров 4-й категории;
- Кубок Федерации.

## Расписание WTA Тура 1995 года
Ниже представлено полное расписание соревнований WTA Тура 1995 года, со списком победителей и финалистов для одиночных и парных соревнований.
| Турнир Большого шлема |
| Турниры WTA           |

### Январь
| Неделя    | Турнир | Чемпионки (Счёт финала)                            | Финалистки                              |
| --------- | --- | -------------------------------------------------- | --------------------------------------- |
| 2 января  | Открытый чемпионат Индонезии Джакарта, Индонезия 3-я категория $161,250 — Хард Турнир 1995                                                     | Сабина Хак 2-6, 7-6(6), 6-4                        | Ирина Спырля                            |
| 2 января  | Открытый чемпионат Индонезии Джакарта, Индонезия 3-я категория $161,250 — Хард Турнир 1995                                                     | Клаудия Порвик Ирина Спырля 6-2, 6-3               | Лоранс Куртуа Нанси Фебер               |
| 9 января  | Peters International Сидней, Австралия 2-я категория $322,500 — Хард Турнир 1995                                                               | Габриэла Сабатини 6-3, 6-4                         | Линдсей Дэвенпорт                       |
| 9 января  | Peters International Сидней, Австралия 2-я категория $322,500 — Хард Турнир 1995                                                               | Линдсей Дэвенпорт Яна Новотна 7-5, 2-6, 6-4        | Патти Фендик Мэри-Джо Фернандес         |
| 9 января  | Schweppes Tasmanian International Хобарт, Австралия 4-я категория $107,500 — Хард Турнир 1995                                                  | Лейла Месхи 6-2, 6-3                               | Ли Фан                                  |
| 9 января  | Schweppes Tasmanian International Хобарт, Австралия 4-я категория $107,500 — Хард Турнир 1995                                                  | Кёко Нагацука Ай Сугияма 2-6, 6-4, 6-2             | Манон Боллеграф Лариса Савченко-Нейланд |
| 16 января | Открытый чемпионат Австралии Мельбурн, Австралия Турнир Большого шлема $2,338,825 — Хард Одиночный турнир — Парный турнир Турнир смешанных пар | Мэри Пирс 6-3, 6-2                                 | Аранча Санчес Викарио                   |
| 16 января | Открытый чемпионат Австралии Мельбурн, Австралия Турнир Большого шлема $2,338,825 — Хард Одиночный турнир — Парный турнир Турнир смешанных пар | Яна Новотна Аранча Санчес Викарио 6-3, 6-7(3), 6-4 | Наталья Зверева Джиджи Фернандес        |
| 16 января | Открытый чемпионат Австралии Мельбурн, Австралия Турнир Большого шлема $2,338,825 — Хард Одиночный турнир — Парный турнир Турнир смешанных пар | Рик Лич Наталья Зверева 7-6(4), 6-7(3), 6-4        | Цирил Сук Джиджи Фернандес              |
| 30 января | Amway Classic Окленд, Новая Зеландия 4-я категория $107,500 — Хард Турнир 1995                                                                 | Николь Брадтке 3-6, 6-2, 6-1                       | Джинджер Хелгесон                       |
| 30 января | Amway Classic Окленд, Новая Зеландия 4-я категория $107,500 — Хард Турнир 1995                                                                 | Элна Рейнах Джилл Хетерингтон 7-6(5), 6-2          | Каролина Вис Лаура Голарса              |
| 30 января | Toray Pan Pacific Open Токио, Япония 1-я категория $806,250 — Ковёр (зал) Одиночный турнир — Парный турнир                                     | Кимико Датэ 6-1, 6-2                               | Линдсей Дэвенпорт                       |
| 30 января | Toray Pan Pacific Open Токио, Япония 1-я категория $806,250 — Ковёр (зал) Одиночный турнир — Парный турнир                                     | Наталья Зверева Джиджи Фернандес 6-0, 6-3          | Линдсей Дэвенпорт Ренне Стаббс          |

### Февраль
| Неделя     | Турнир                                                                                         | Чемпионки (Счёт финала)                          | Финалистки                                    |
| ---------- | ---------------------------------------------------------------------------------------------- | ------------------------------------------------ | --------------------------------------------- |
| 6 февраля  | Ameritech Cup Чикаго, США 2-я категория $430,000 — Ковёр (зал) Турнир 1995                     | Магдалена Малеева 7-5, 7-6                       | Лиза Реймонд                                  |
| 6 февраля  | Ameritech Cup Чикаго, США 2-я категория $430,000 — Ковёр (зал) Турнир 1995                     | Габриэла Сабатини Бренда Шульц 5-7, 7-6(4), 6-4  | Мариэнн Вердель Тами Уитлингер                |
| 13 февраля | IGA Tennis Classic Оклахома-Сити, США 3-я категория $161,250 — Хард (зал) Турнир 1995          | Бренда Шульц 6-1, 6-2                            | Елена Лиховцева                               |
| 13 февраля | IGA Tennis Classic Оклахома-Сити, США 3-я категория $161,250 — Хард (зал) Турнир 1995          | Николь Арендт Лаура Голарса 6-4, 6-3             | Катрина Адамс Бренда Шульц                    |
| 13 февраля | Open Gaz de France Париж, Франция 2-я категория $430,000 — Ковёр (зал) Турнир 1995             | Штеффи Граф 6-2, 6-2                             | Мэри Пирс                                     |
| 13 февраля | Open Gaz de France Париж, Франция 2-я категория $430,000 — Ковёр (зал) Турнир 1995             | Мередит Макграт Лариса Савченко-Нейланд 6-4, 6-1 | Манон Боллеграф Ренне Стаббс                  |
| 20 февраля | EA-Generali Ladies Linz Линц, Австрия 3-я категория $161,250 — Ковёр (зал) Турнир 1995         | Яна Новотна 6-7(6), 6-3, 6-4                     | Барбара Риттнер                               |
| 20 февраля | EA-Generali Ladies Linz Линц, Австрия 3-я категория $161,250 — Ковёр (зал) Турнир 1995         | Мередит Макграт Натали Тозья 6-1, 6-2            | Ива Майоли Петра Шварц                        |
| 27 февраля | State Farm Evert Cup Индиан-Уэлс, США 2-я категория $430,000 — Хард Турнир 1995                | Мэри-Джо Фернандес 6-4, 6-3                      | Наталья Зверева                               |
| 27 февраля | State Farm Evert Cup Индиан-Уэлс, США 2-я категория $430,000 — Хард Турнир 1995                | Линдсей Дэвенпорт Лиза Реймонд 2-6, 6-4, 6-3     | Лариса Савченко-Нейланд Аранча Санчес Викарио |
| 27 февраля | Открытый чемпионат Пуэрто-Рико Сан-Хуан, Пуэрто-Рико 3-я категория $161,250 — Хард Турнир 1995 | Йоаннетта Крюгер 7-6(5), 6-3                     | Кёко Нагацука                                 |
| 27 февраля | Открытый чемпионат Пуэрто-Рико Сан-Хуан, Пуэрто-Рико 3-я категория $161,250 — Хард Турнир 1995 | Карин Кшвендт Рене Симпсон 6-2, 0-6, 6-4         | Лаура Голарса Линда Уайлд                     |

### Март
| Неделя   | Турнир                                                                                                   | Чемпионки (Счёт финала)                         | Финалистки                          |
| -------- | --- | ----------------------------------------------- | ----------------------------------- |
| 6 марта  | Delray Beach Winter Championships Делрей-Бич, США 2-я категория $430,000 — Хард Турнир 1995              | Штеффи Граф 6-2, 6-4                            | Кончита Мартинес                    |
| 6 марта  | Delray Beach Winter Championships Делрей-Бич, США 2-я категория $430,000 — Хард Турнир 1995              | Яна Новотна Мэри-Джо Фернандес 6-4, 6-0         | Лори Макнил Лариса Савченко-Нейланд |
| 13 марта | Lipton Championships Майами, США 1-я категория $1,550,000 — Хард Одиночный турнир — Парный турнир        | Штеффи Граф 6-1, 6-4                            | Кимико Датэ                         |
| 13 марта | Lipton Championships Майами, США 1-я категория $1,550,000 — Хард Одиночный турнир — Парный турнир        | Яна Новотна Аранча Санчес Викарио 7-5, 2-6, 6-3 | Наталья Зверева Джиджи Фернандес    |
| 27 марта | Family Circle Cup Хилтон-Хед-Айленд, США 1-я категория $806,250 — Грунт Одиночный турнир — Парный турнир | Кончита Мартинес 6-1, 6-1                       | Магдалена Малеева                   |
| 27 марта | Family Circle Cup Хилтон-Хед-Айленд, США 1-я категория $806,250 — Грунт Одиночный турнир — Парный турнир | Николь Арендт Манон Боллеграф 0-6, 6-3, 6-4     | Наталья Зверева Джиджи Фернандес    |

### Апрель
| Неделя    | Турнир | Чемпионки (Счёт финала)                                     | Финалистки                              |
| --------- | --- | ----------------------------------------------------------- | --------------------------------------- |
| 3 апреля  | Bausch & Lomb Championships Амелия-Айленд, США 2-я категория $430,000 — Грунт Турнир 1995                                                      | Кончита Мартинес 6-1, 6-4                                   | Габриэла Сабатини                       |
| 3 апреля  | Bausch & Lomb Championships Амелия-Айленд, США 2-я категория $430,000 — Грунт Турнир 1995                                                      | Инес Горрочатеги Аманда Кётцер 6-2, 3-6, 6-2                | Николь Арендт Манон Боллеграф           |
| 10 апреля | Открытый чемпионат Японии Токио, Япония 3-я категория $161,250 — Хард Турнир 1995                                                              | Эми Фразьер 7-6, 7-5                                        | Кимико Датэ                             |
| 10 апреля | Открытый чемпионат Японии Токио, Япония 3-я категория $161,250 — Хард Турнир 1995                                                              | Юка Ёсида Михо Саэки 6-7, 6-4, 7-6                          | Кёко Нагацука Ай Сугияма                |
| 10 апреля | Gallery Furniture Championships Хьюстон, США 2-я категория $430,000 — Грунт Турнир 1995                                                        | Штеффи Граф 6-1, 6-1                                        | Оса Карлссон                            |
| 10 апреля | Gallery Furniture Championships Хьюстон, США 2-я категория $430,000 — Грунт Турнир 1995                                                        | Николь Арендт Манон Боллеграф 6-4, 6-2                      | Вильтруд Пробст Рене Симпсон            |
| 17 апреля | Кубок Федерации 1995. Четвертьфинал София, Болгария, Ковёр (зал) Фрайбург-им-Брайсгау, Германия, Грунт Мец, Франция, Грунт Авентура, США, Хард | Победители Испания 3-2 Германия 4-1 Франция 3-2 США 5-0     | Проигравшие Болгария Япония ЮАР Австрия |
| 24 апреля | Открытый чемпионат Испании Барселона, Испания 2-я категория $430,000 — Грунт Турнир 1995                                                       | Аранча Санчес Викарио 5-7, 6-0, 6-2                         | Ива Майоли                              |
| 24 апреля | Открытый чемпионат Испании Барселона, Испания 2-я категория $430,000 — Грунт Турнир 1995                                                       | Лариса Савченко-Нейланд Аранча Санчес Викарио 7-5, 4-6, 7-5 | Мариан де Свардт Ива Майоли             |
| 24 апреля | Открытый чемпионат Хорватии Загреб, Хорватия 3-я категория $161,250 — Грунт Турнир 1995                                                        | Сабин Аппельманс 6-4, 6-3                                   | Силке Майер                             |
| 24 апреля | Открытый чемпионат Хорватии Загреб, Хорватия 3-я категория $161,250 — Грунт Турнир 1995                                                        | Мерседес Пас Рене Симпсон 7-5, 6-2                          | Лаура Голарса Ирина Спырля              |

### Май
| Неделя | Турнир | Чемпионки (Счёт финала)                             | Финалистки                                |
| ------ | --- | --------------------------------------------------- | ----------------------------------------- |
| 1 мая  | Открытый чемпионат Гамбурга Гамбург, Германия 2-я категория $430,000 — Грунт Турнир 1995                                                 | Кончита Мартинес 6-1, 6-0                           | Мартина Хингис                            |
| 1 мая  | Открытый чемпионат Гамбурга Гамбург, Германия 2-я категория $430,000 — Грунт Турнир 1995                                                 | Джиджи Фернандес Мартина Хингис 6-2, 6-3            | Кончита Мартинес Патрисия Тарабини        |
| 8 мая  | Открытый чемпионат Праги Прага, Чехия 4-я категория $107,500 — Грунт Турнир 1995                                                         | Жюли Алар 6-4, 6-4                                  | Людмила Рихтерова                         |
| 8 мая  | Открытый чемпионат Праги Прага, Чехия 4-я категория $107,500 — Грунт Турнир 1995                                                         | Чанда Рубин Линда Уайлд 6-7(3), 6-3, 6-2            | Мария Линдстрём Мария Страндлунд          |
| 8 мая  | Открытый чемпионат Италии Рим, Италия 1-я категория $806,250 — Грунт Одиночный турнир — Парный турнир                                    | Кончита Мартинес 6-3, 6-1                           | Аранча Санчес Викарио                     |
| 8 мая  | Открытый чемпионат Италии Рим, Италия 1-я категория $806,250 — Грунт Одиночный турнир — Парный турнир                                    | Наталья Зверева Джиджи Фернандес 3-6, 7-6(3), 6-4   | Кончита Мартинес Патрисия Тарабини        |
| 15 мая | Открытый чемпионат Германии Берлин, Германия 1-я категория $806,250 — Грунт Одиночный турнир — Парный турнир                             | Аранча Санчес Викарио 6-4, 6-1                      | Магдалена Малеева                         |
| 15 мая | Открытый чемпионат Германии Берлин, Германия 1-я категория $806,250 — Грунт Одиночный турнир — Парный турнир                             | Инес Горрочатеги Аманда Кётцер 4-6, 7-6(3), 6-2     | Лариса Савченко-Нейланд Габриэла Сабатини |
| 15 мая | Rover British Clay Court Championships Борнмут, Великобритания 4-я категория $107,500 — Грунт Турнир 1995                                | Людмила Рихтерова 6-7, 6-4, 6-3                     | Патрисия Хай-Буле                         |
| 15 мая | Rover British Clay Court Championships Борнмут, Великобритания 4-я категория $107,500 — Грунт Турнир 1995                                | Мариан де Свардт Руксандра Драгомир 6-3, 7-5        | Кэрри-Энн Гюс Патрисия Хай-Буле           |
| 22 мая | Международный теннисный турнир в Страсбурге Страсбург, Франция 3-я категория $161,250 — Грунт Турнир 1995                                | Линдсей Дэвенпорт 3-6, 6-1, 6-2                     | Кимико Датэ                               |
| 22 мая | Международный теннисный турнир в Страсбурге Страсбург, Франция 3-я категория $161,250 — Грунт Турнир 1995                                | Линдсей Дэвенпорт Мэри-Джо Фернандес 6-2, 6-3       | Сабин Аппельманс Мириам Ореманс           |
| 22 мая | Кубок мира WTA среди пар Эдинбург, Великобритания Итоговый турнир $188,125 — Грунт Турнир 1995                                           | Мередит Макграт Лариса Савченко-Нейланд 6-2, 7-6(2) | Манон Боллеграф Ренне Стаббс              |
| 29 мая | Открытый чемпионат Франции Париж, Франция Турнир Большого шлема $3,820,604 — Грунт Одиночный турнир — Парный турнир Турнир смешанных пар | Штеффи Граф 7-5, 4-6, 6-0                           | Аранча Санчес Викарио                     |
| 29 мая | Открытый чемпионат Франции Париж, Франция Турнир Большого шлема $3,820,604 — Грунт Одиночный турнир — Парный турнир Турнир смешанных пар | Наталья Зверева Джиджи Фернандес 6-7(6), 6-4, 7-5   | Яна Новотна Аранча Санчес Викарио         |
| 29 мая | Открытый чемпионат Франции Париж, Франция Турнир Большого шлема $3,820,604 — Грунт Одиночный турнир — Парный турнир Турнир смешанных пар | Марк Вудфорд Лариса Савченко-Нейланд 7-6(8), 7-6(4) | Джон-Лаффни де Ягер Джилл Хетерингтон     |

### Июнь
| Неделя  | Турнир | Чемпионки (Счёт финала)                         | Финалистки                       |
| ------- | --- | ----------------------------------------------- | -------------------------------- |
| 12 июня | DFS Classic Бирмингем, Великобритания 3-я категория $161,250 — Трава Турнир 1995                                                            | Зина Гаррисон-Джексон 6-3, 6-3                  | Лори Макнил                      |
| 12 июня | DFS Classic Бирмингем, Великобритания 3-я категория $161,250 — Трава Турнир 1995                                                            | Манон Боллеграф Ренне Стаббс 3-6, 6-4, 6-4      | Николь Брадтке Кристина Редфорд  |
| 19 июня | Direct Line International Championships Истборн, Великобритания 2-я категория $430,000 — Трава Турнир 1995                                  | Натали Тозья 3-6, 6-0, 7-5                      | Чанда Рубин                      |
| 19 июня | Direct Line International Championships Истборн, Великобритания 2-я категория $430,000 — Трава Турнир 1995                                  | Яна Новотна Аранча Санчес Викарио 0-6, 6-3, 6-4 | Наталья Зверева Джиджи Фернандес |
| 26 июня | Уимблдонский турнир Уимблдон, Великобритания Турнир Большого шлема $3,044,890 — Трава Одиночный турнир — Парный турнир Турнир смешанных пар | Штеффи Граф 4-6, 6-1, 7-5                       | Аранча Санчес Викарио            |
| 26 июня | Уимблдонский турнир Уимблдон, Великобритания Турнир Большого шлема $3,044,890 — Трава Одиночный турнир — Парный турнир Турнир смешанных пар | Яна Новотна Аранча Санчес Викарио 5-7, 7-5, 6-4 | Наталья Зверева Джиджи Фернандес |
| 26 июня | Уимблдонский турнир Уимблдон, Великобритания Турнир Большого шлема $3,044,890 — Трава Одиночный турнир — Парный турнир Турнир смешанных пар | Джонатан Старк Мартина Навратилова 6-4, 6-4     | Цирил Сук Джиджи Фернандес       |

### Июль
| Неделя  | Турнир                                                                                              | Чемпионки (Счёт финала)                   | Финалистки                       |
| ------- | --------------------------------------------------------------------------------------------------- | ----------------------------------------- | -------------------------------- |
| 10 июля | Международный теннисный турнир в Палермо Палермо, Италия 4-я категория $107,500 — Грунт Турнир 1995 | Ирина Спырля 7-6(1), 6-2                  | Сабина Хак                       |
| 10 июля | Международный теннисный турнир в Палермо Палермо, Италия 4-я категория $107,500 — Грунт Турнир 1995 | Радка Бобкова Петра Лангрова 6-4, 6-1     | Катарина Студеникова Петра Шварц |
| 17 июля | Кубок Федерации 1995. Полуфинал Сантандер, Испания, Грунт Уилмингтон, США, Ковёр (зал)              | Победители Испания 3-2 США 3-2            | Проигравшие Германия Франция     |
| 24 июля | Открытый чемпионат Австрии Мариа-Ланковиц, Австрия 4-я категория $107,500 — Грунт Турнир 1995       | Юдит Визнер 7-6(4), 6-3                   | Руксандра Драгомир               |
| 24 июля | Открытый чемпионат Австрии Мариа-Ланковиц, Австрия 4-я категория $107,500 — Грунт Турнир 1995       | Андреа Темешвари Сильвия Фарина 6-2, 6-2  | Вильтруд Пробст Александра Фусаи |
| 31 июля | Toshiba Classic Сан-Диего, США 2-я категория $430,000 — Хард Турнир 1995                            | Кончита Мартинес 6-2, 6-0                 | Лиза Реймонд                     |
| 31 июля | Toshiba Classic Сан-Диего, США 2-я категория $430,000 — Хард Турнир 1995                            | Наталья Зверева Джиджи Фернандес 6-2, 6-1 | Алексия Дешом Сандрин Тестю      |

### Август
| Неделя     | Турнир | Чемпионки (Счёт финала)                               | Финалистки                                |
| ---------- | --- | ----------------------------------------------------- | ----------------------------------------- |
| 7 августа  | Acura Classic Манхэттен-Бич, США 2-я категория $430,000 — Хард Турнир 1995                                                         | Кончита Мартинес 4-6, 6-1, 6-3                        | Чанда Рубин                               |
| 7 августа  | Acura Classic Манхэттен-Бич, США 2-я категория $430,000 — Хард Турнир 1995                                                         | Наталья Зверева Джиджи Фернандес 7-5, 6-7(2), 7-5     | Габриэла Сабатини Лариса Савченко-Нейланд |
| 14 августа | Открытый чемпионат Канады Монреаль, Канада 1-я категория $806,250 — Хард Одиночный турнир — Парный турнир                          | Моника Селеш 6-0, 6-1                                 | Аманда Кётцер                             |
| 14 августа | Открытый чемпионат Канады Монреаль, Канада 1-я категория $806,250 — Хард Одиночный турнир — Парный турнир                          | Габриэла Сабатини Бренда Шульц-Маккарти 4-6, 6-0, 6-3 | Ива Майоли Мартина Хингис                 |
| 28 августа | Открытый чемпионат США Нью-Йорк, США Турнир Большого шлема $4,271,000 — Хард Одиночный турнир — Парный турнир Турнир смешанных пар | Штеффи Граф 7-6, 0-6, 6-3                             | Моника Селеш                              |
| 28 августа | Открытый чемпионат США Нью-Йорк, США Турнир Большого шлема $4,271,000 — Хард Одиночный турнир — Парный турнир Турнир смешанных пар | Наталья Зверева Джиджи Фернандес 7-5, 6-3             | Ренне Стаббс Бренда Шульц-Маккарти        |
| 28 августа | Открытый чемпионат США Нью-Йорк, США Турнир Большого шлема $4,271,000 — Хард Одиночный турнир — Парный турнир Турнир смешанных пар | Мэтт Лусена Мередит Макграт 6-4, 6-4                  | Цирил Сук Джиджи Фернандес                |

### Сентябрь
| Неделя      | Турнир                                                                                       | Чемпионки (Счёт финала)                          | Финалистки                         |
| ----------- | -------------------------------------------------------------------------------------------- | ------------------------------------------------ | ---------------------------------- |
| 11 сентября | Polsat Warsaw Open Варшава, Польша 3-я категория $161,250 — Грунт Турнир 1995                | Барбара Паулюс 7-6(4), 4-6, 6-1                  | Александра Фусаи                   |
| 11 сентября | Polsat Warsaw Open Варшава, Польша 3-я категория $161,250 — Грунт Турнир 1995                | Лаура Гарроне Сандра Чеккини 5-7, 6-2, 6-3       | Генриета Надьова Дениза Шабова     |
| 11 сентября | Теннисный турнир в Нагое Нагоя, Япония 4-я категория $107,500 — Ковёр (зал) Турнир 1995      | Линда Уайлд 6-4, 6-2                             | Сандра Клейнова                    |
| 11 сентября | Теннисный турнир в Нагое Нагоя, Япония 4-я категория $107,500 — Ковёр (зал) Турнир 1995      | Кэрри-Энн Гюс Кристина Редфорд 6-4, 6-4          | Пак Сон Хи Рика Хираки             |
| 18 сентября | Открытый чемпионат Москвы Москва, Россия 3-я категория $161,250 — Ковёр (зал) Турнир 1995    | Магдалена Малеева 6-4, 6-2                       | Елена Макарова                     |
| 18 сентября | Открытый чемпионат Москвы Москва, Россия 3-я категория $161,250 — Ковёр (зал) Турнир 1995    | Мередит Макграт Лариса Савченко-Нейланд 6-1, 6-0 | Анна Курникова Александра Ольша    |
| 18 сентября | Nichirei International Championships Токио, Япония 2-я категория $430,000 — Хард Турнир 1995 | Мэри Пирс 6-3, 6-3                               | Аранча Санчес Викарио              |
| 18 сентября | Nichirei International Championships Токио, Япония 2-я категория $430,000 — Хард Турнир 1995 | Линдсей Дэвенпорт Мэри-Джо Фернандес 6-3, 6-2    | Аманда Кётцер Линда Уайлд          |
| 25 сентября | Кубок Лейпцига Лейпциг, Германия 2-я категория $430,000 — Ковёр (зал) Турнир 1995            | Анке Хубер Без игры                              | Магдалена Малеева                  |
| 25 сентября | Кубок Лейпцига Лейпциг, Германия 2-я категория $430,000 — Ковёр (зал) Турнир 1995            | Мередит Макграт Лариса Савченко-Нейланд 6-4, 6-4 | Каролина Вис Бренда Шульц-Маккарти |
| 25 сентября | Nokia Open Пекин, Китай 4-я категория $107,500 — Хард (зал) Турнир 1995                      | Линда Уайлд 7-5, 6-2                             | Ван Шитин                          |
| 25 сентября | Nokia Open Пекин, Китай 4-я категория $107,500 — Хард (зал) Турнир 1995                      | Линда Уайлд Клаудия Порвик 6-1, 6-0              | Ван Шитин Стефани Роттье           |

### Октябрь
| Неделя     | Турнир | Чемпионки (Счёт финала)                          | Финалистки                              |
| ---------- | --- | ------------------------------------------------ | --------------------------------------- |
| 2 октября  | Wismilak International Сурабая, Индонезия 4-я категория $107,500 — Хард Турнир 1995                              | Ван Шитин 6-1, 6-1                               | И Цзинцян                               |
| 2 октября  | Wismilak International Сурабая, Индонезия 4-я категория $107,500 — Хард Турнир 1995                              | Петра Камстра Тина Крижан 2-6, 6-4, 6-1          | Нана Мияги Стефани Риз                  |
| 2 октября  | Открытый чемпионат Цюриха Цюрих, Швейцария 1-я категория $806,250 — Ковёр (зал) Одиночный турнир — Парный турнир | Ива Майоли 6-4, 6-4                              | Мэри Пирс                               |
| 2 октября  | Открытый чемпионат Цюриха Цюрих, Швейцария 1-я категория $806,250 — Ковёр (зал) Одиночный турнир — Парный турнир | Николь Арендт Манон Боллеграф 4-6, 7-6(4), 6-4   | Каролин Вис Чанда Рубин                 |
| 9 октября  | Porsche Tennis Grand Prix Фильдерштадт, Германия 2-я категория $430,000 — Хард (зал) Турнир 1995                 | Ива Майоли 6-4, 7-6(4)                           | Габриэла Сабатини                       |
| 9 октября  | Porsche Tennis Grand Prix Фильдерштадт, Германия 2-я категория $430,000 — Хард (зал) Турнир 1995                 | Наталья Зверева Джиджи Фернандес 5-7, 6-1, 6-4   | Мередит Макграт Лариса Савченко-Нейланд |
| 17 октября | Международный теннисный турнир в Брайтоне Брайтон, США 2-я категория $430,000 — Ковёр (зал) Турнир 1995          | Мэри-Джо Фернандес 6-4, 7-5                      | Аманда Кётцер                           |
| 17 октября | Международный теннисный турнир в Брайтоне Брайтон, США 2-я категория $430,000 — Ковёр (зал) Турнир 1995          | Мередит Макграт Лариса Савченко-Нейланд 7-5, 6-1 | Лори Макнил Хелена Сукова               |
| 30 октября | Bell Challenge Квебек, Канада 3-я категория $161,250 — Ковёр (зал) Турнир 1995                                   | Бренда Шульц-Маккарти 7-6, 6-2                   | Доминик Монами                          |
| 30 октября | Bell Challenge Квебек, Канада 3-я категория $161,250 — Ковёр (зал) Турнир 1995                                   | Николь Арендт Манон Боллеграф 7-6, 4-6, 6-2      | Лиза Реймонд Ренне Стаббс               |
| 30 октября | Bank of the West Classic Окленд, США 2-я категория $430,000 — Ковёр (зал) Турнир 1995                            | Магдалена Малеева 6-3, 6-4                       | Ай Сугияма                              |
| 30 октября | Bank of the West Classic Окленд, США 2-я категория $430,000 — Ковёр (зал) Турнир 1995                            | Лори Макнил Хелена Сукова 3-6, 6-4, 6-3          | Катрина Адамс Зина Гаррисон-Джексон     |

### Ноябрь
| Неделя    | Турнир | Чемпионки (Счёт финала)                          | Финалистки                              |
| --------- | --- | ------------------------------------------------ | --------------------------------------- |
| 6 ноября  | Advanta Championships Филадельфия, США 1-я категория $806,250 — Ковёр (зал) Одиночный турнир — Парный турнир | Штеффи Граф 6-1, 4-6, 6-3                        | Лори Макнил                             |
| 6 ноября  | Advanta Championships Филадельфия, США 1-я категория $806,250 — Ковёр (зал) Одиночный турнир — Парный турнир | Лори Макнил Хелена Сукова 4-6, 6-3, 6-4          | Мередит Макграт Лариса Савченко-Нейланд |
| 13 ноября | Итоговый турнир WTA Нью-Йорк, США Итоговый турнир $2,000,000 — Ковёр (зал) Одиночный турнир — Парный турнир  | Штеффи Граф 6-1, 2-6, 6-1, 4-6, 6-3              | Анке Хубер                              |
| 13 ноября | Итоговый турнир WTA Нью-Йорк, США Итоговый турнир $2,000,000 — Ковёр (зал) Одиночный турнир — Парный турнир  | Яна Новотна Аранча Санчес Викарио 6-2, 6-1       | Наталья Зверева Джиджи Фернандес        |
| 13 ноября | Открытый чемпионат Паттайи Паттайя, Таиланд 4-я категория $107,500 — Хард Турнир 1995                        | Барбара Паулюс 6-4, 6-3                          | И Цзинцян                               |
| 13 ноября | Открытый чемпионат Паттайи Паттайя, Таиланд 4-я категория $107,500 — Хард Турнир 1995                        | Кристина Редфорд Джилл Хетерингтон 2-6, 6-4, 6-3 | Кристин Гудридж Нана Мияги              |
| 20 ноября | Кубок Федерации 1995. Финал Валенсия, Испания, Грунт                                                         | Победитель Испания 3-2                           | Финалист США                            |

## Рейтинг WTA

### Одиночный рейтинг
| Рейтинг WTA 1995 года | Рейтинг WTA 1995 года | Рейтинг WTA 1995 года | Рейтинг WTA 1995 года | Рейтинг WTA 1995 года |
| #                     | Теннисистка           | 1994                  | +/-                   |                       |
| --------------------- | --------------------- | --------------------- | --------------------- | --------------------- |
| 1                     | Штеффи Граф           | 1                     | ▬                     |                       |
| 1                     | Моника Селеш          | -                     | -                     |                       |
| 2                     | Кончита Мартинес      | 3                     | ▲ 1                   |                       |
| 3                     | Аранча Санчес Викарио | 2                     | ▼ 1                   |                       |
| 4                     | Кимико Датэ           | 9                     | ▲ 5                   |                       |
| 5                     | Мэри Пирс             | 5                     | ▬                     |                       |
| 6                     | Магдалена Малеева     | 11                    | ▲ 5                   |                       |
| 7                     | Габриэла Сабатини     | 7                     | ▬                     |                       |
| 8                     | Мэри-Джо Фернандес    | 14                    | ▲ 6                   |                       |
| 9                     | Ива Майоли            | 13                    | ▲ 4                   |                       |
| 10                    | Анке Хубер            | 12                    | ▲ 2                   |                       |
| 11                    | Яна Новотна           | 4                     | ▼ 7                   |                       |
| 12                    | Линдсей Дэвенпорт     | 6                     | ▼ 6                   |                       |
| 13                    | Бренда Шульц-Маккарти | 15                    | ▲ 2                   |                       |
| 14                    | Наталья Зверева       | 10                    | ▼ 4                   |                       |
| 15                    | Чанда Рубин           | 23                    | ▲ 8                   |                       |
| 16                    | Мартина Хингис        | 87                    | ▲ 71                  |                       |
| 17                    | Наоко Савамацу        | 26                    | ▲ 9                   |                       |
| 18                    | Эми Фразьер           | 16                    | ▼ 2                   |                       |
| 19                    | Аманда Кётцер         | 18                    | ▼ 1                   |                       |
| 20                    | Лиза Реймонд          | 44                    | ▲ 24                  |                       |

### Парный рейтинг (Игроки)
| Рейтинг WTA 1995 года | Рейтинг WTA 1995 года   | Рейтинг WTA 1995 года | Рейтинг WTA 1995 года | Рейтинг WTA 1995 года |
| #                     | Теннисистка             | 1994                  | +/-                   |                       |
| --------------------- | ----------------------- | --------------------- | --------------------- | --------------------- |
| 1                     | Аранча Санчес Викарио   | 3                     | ▲ 2                   |                       |
| 2                     | Яна Новотна             | 4                     | ▲ 2                   |                       |
| 3                     | Джиджи Фернандес        | 2                     | ▼ 1                   |                       |
| 4                     | Наталья Зверева         | 1                     | ▼ 3                   |                       |
| 5                     | Лариса Савченко-Нейланд | 11                    | ▲ 6                   |                       |
| 6                     | Линдсей Дэвенпорт       | 8                     | ▲ 2                   |                       |
| 7                     | Мередит Макграт         | 6                     | ▼ 1                   |                       |
| 8                     | Манон Боллеграф         | 9                     | ▲ 1                   |                       |
| 9                     | Хелена Сукова           | 23                    | ▲ 14                  |                       |
| 10                    | Мэри-Джо Фернандес      | 26                    | ▲ 16                  |                       |
| 11                    | Николь Арендт           | 24                    | ▲ 13                  |                       |
| 12                    | Ренне Стаббс            | 17                    | ▲ 5                   |                       |
| 13                    | Габриэла Сабатини       | 14                    | ▲ 1                   |                       |
| 14                    | Бренда Шульц-Маккарти   | 31                    | ▲ 17                  |                       |
| 15                    | Лори Макнил             | 15                    | ▬                     |                       |
| 16                    | Лиза Реймонд            | 10                    | ▼ 6                   |                       |
| 17                    | Кончита Мартинес        | 41                    | ▲ 24                  |                       |
| 18                    | Пэм Шрайвер             | 12                    | ▼ 6                   |                       |
| 19                    | Патти Фендик            | 7                     | ▼ 12                  |                       |
| 20                    | Натали Тозья            | 22                    | ▲ 2                   |                       |